# ОФК Шековићи
ОФК Шековићи су омладински фудбалски клуб из Шековића који се такмичи у оквиру Подручне лиге Републике Српске — Бирач.

## Историја
Клуб је основан 1973. године у СФР Југославији.

## Резултати
- Друга лига Републике Српске у фудбалу — Југ 2007/08. (9. мјесто)
- Друга лига Републике Српске у фудбалу — Исток 2008/09. (15. мјесто)
- Подручна лига Републике Српске у фудбалу — Бирач 2010/11. (иступили из такмичења)